# Ulak Lebar (Muara Sahung)
Ulak Lebar is een bestuurslaag in het regentschap Kaur van de provincie Bengkulu, Indonesië. Ulak Lebar telt 1048 inwoners (volkstelling 2010).